# Angelika Knipping
Angelika Knipping (* 7. Januar 1961 in Hagen) ist eine deutsche Schwimmerin und Olympiateilnehmerin.
Die 1,76 m große und 67 kg schwere Athletin startete für den SV Nikar Heidelberg sowie für die Alabama Crimson Tide.
Sie gewann in den Jahren 1978, 1979, 1982, 1983 und 1984 jeweils die deutsche Meisterschaft über 100 m Brust. 1979 wurde sie zusätzlich Deutsche Meisterin über 200 m Brust.
Darüber hinaus hatte sie drei internationale Auftritte.
- Bei der Universiade 1981 in Bukarest gewann sie über 100 m Brust die Goldmedaille.
- Bei den Weltmeisterschaften 1982 in Guayaquil kam sie als Mitglied der 4 × 100 m-Lagenstaffel (Team: Marion Aizpors, Angelika Knipping, Karin Seick und Susanne Schuster) auf Platz 7.
- Bei den Olympischen Spielen 1984 in Los Angeles belegte sie über 100 m Brust in 1:12,04 min Platz 4 des B-Finales.

Angelika Knipping studierte an der Universität Heidelberg. Das Thema ihrer 1987 eingereichten Magisterarbeit lautete: „Erfolgs- und Versagensangst im deutschen Leistungsschwimmen“.
Sie arbeitet heute für das Unternehmen Striebel & John.